# اسپیربانکن نورد-نورژ
اسپیربانکن نورد-نورژ (انگلیسی: Sparebanken Nord-Norge) شرکت خدمات مالی و بانکداری نروژی است، که در سال ۱۸۳۶ تأسیس شد.